# Finländska mästerskapet i fotboll 1929
Finländska mästerskapet i fotboll 1929 vanns av HPS Helsingfors.

## Finalomgång

### Semifinaler
| TPS             | HPS Helsingfors | 2-4 |
| IFK Helsingfors | Sudet Viborg    | 6-2 |

### Final
| HPS Helsingfors | IFK Helsingfors | 4-0 |

- HPS Helsingfors finländska mästare i fotboll 1929.